# 伊利目單于
伊利目单于（？—前49年），屠耆單于的弟弟，為亞洲古匈奴的君主之一，他於前49年自立單于，是繼郅支骨都侯單于之後的另一單于。
伊利目单于本来侍奉呼韩邪單于，呼韓邪單于降漢，他逃亡右地（西部），聚集两兄余兵得数千人，自立为伊利目单于。黄龍元年（前49年），郅支单于進軍右地（西部），遭遇伊利目单于，交战，郅支杀伊利目单于，吞并其兵五万余人。